# James Knight
James Knight (1640? - algun lloc de la badia de Hudson, 1720 o 1721) va ser un administrador colonial, un dels directors de la Companyia de la Badia de Hudson (HBC en anglès), i explorador anglès recordat per haver desaparegut ja en la seva vellesa en una expedició per la badia de Hudson a la recerca del Pas del Nord-oest.

## Biografia
Knight va néixer a Anglaterra i es va unir a la Companyia de la Badia de Hudson el 1676 com a fuster. El 1682 es va convertir en factor en cap de la base comercial de Fort Albany, a la badia de James, on es va fer ric. El 1697 va comprar accions de la HBC, i el 1711 va aconseguir un seient al consell d'administració.
Les llargues guerres de la Gran Aliança i la Successió Espanyola entre Anglaterra i França s'havien estès a Amèrica del Nord i havien afectat la HBC financera i logísticament. Quatre de les cinc bases comercials de la companyia van passar a mans franceses. Knight va dirigir una expedició el 1693 que va recuperar amb èxit Fort Albany, l'únic lloc retingut pels anglesos. No obstant això, entre les disposicions del Tractat d'Utrecht, el 1713, hi havia la devolució dels llocs capturats. El 1714 Knight va ser enviat a prendre possessió de la York Factory a la badia de Hudson i a restaurar la fortuna de la companyia. Malgrat els danys ocasionats per l'ocupació francesa, i de les dificultats del clima, Knight va aconseguir dur a terme la reconstrucció del negoci de l'empresa, i el 1719, ja pagava dividends per primera vegada en 20 anys.

## L'expedició a la recerca del Pas del Nord-oest
Knight estava decidit a trobar el Pas del Nord-oest, en aquells anys encara una ruta hipotètica que havia d'unir els oceans Atlàntic i Pacífic a través del nord del Canadà. Un intèrpret chippewyan, treballant per Knight, li va parlar d'una possible ruta, rica en minerals al nord. Knight, equipat amb dos vaixells, l'Albany i el Discovery, va partir en busca d'aquesta ruta el 1719. Mai va tornar ni va ser vist per cap home blanc.
El 1721 el capità Knight i el seu equip estaven a l'illa Marble, situada a 32 km de l'actual Rankin Inlet. Per desgràcia, les naus van trobar aigües poc profundes de les aigües locals i van ser destrossats. Tot i l'ajuda ocasional dels inuit, el 1722 es va informar que Knight i la seva tripulació havien mort de malaltia i fam. Segons sembla, la base comercial de la Companyia de la Badia de Hudson a Rankin Inlet no era conscient del naufragi, ja que no s'envià cap expedició de recerca i rescat. Quasi mig segle més tard, el 1768, el tràgic destí de l'expedició fou descobert per Samuel Hearne., que trobà restes de dues naus, un habitatge i restes en una cala de l'illa Marble.